# Resnik, Sokobanja
Resnik (izvirno srbsko Ресник) je naselje v Srbiji, ki upravno spada pod Občino Sokobanja; slednja pa je del Zaječarskega upravnega okraja.

## Demografija
V naselju živi 718 polnoletnih prebivalcev, pri čemer je njihova povprečna starost 47,2 let (45,3 pri moških in 48,8 pri ženskah). Naselje ima 223 gospodinjstev, pri čemer je povprečno število članov na gospodinjstvo 3,84.
To naselje je, glede na rezultate popisa iz leta 2002, večinoma srbsko.
|  |

| Demografija | Demografija     | Demografija     |
| Leto        | Št. prebivalcev | Št. prebivalcev |
| ----------- | --------------- | --------------- |
|             |                 |                 |
|             |                 |                 |
|             |                 |                 |
|             |                 |                 |
| 1948        | 1358            |                 |
| 1953        | 1422            |                 |
| 1961        | 1368            |                 |
| 1971        | 1298            |                 |
| 1981        | 1160            |                 |
| 1991        | 1050            | 1035            |
| 2002        | 871             | 857             |
|             |                 |                 |

| Etnična sestava po popisu iz leta 2002 | Etnična sestava po popisu iz leta 2002 | Etnična sestava po popisu iz leta 2002 | Etnična sestava po popisu iz leta 2002 | Etnična sestava po popisu iz leta 2002 |
| -------------------------------------- | -------------------------------------- | -------------------------------------- | -------------------------------------- | -------------------------------------- |
| Srbi                                   | Srbi                                   |                                        | 848                                    | 98,94%                                 |
| Jugoslovani                            | Jugoslovani                            |                                        | 7                                      | 0,81%                                  |
| Črnogorci                              | Črnogorci                              |                                        | 1                                      | 0,11%                                  |
| Neznano                                | Neznano                                |                                        | 0                                      | 0,0%                                   |